# Samuel Beatty
Samuel Beatty   (Owen Sound, 21 d'agost de 1881 - Toronto, 3 de juliol de 1970) va ser un matemàtic canadenc.

## Vida i Obra
Beatty va estudiar a la universitat de Toronto, essent el primer doctorat en matemàtiques concedit al Canadà el 1915, sota la direcció de John Charles Fields. Va ser tota la seva vida professor d'aquesta universitat fins que es va jubilar el 1952, havent estat degà de la facultat des del 1936. Després de jubilar-se, va ser canceller de la universitat en el període 1953-1959.
El 1945 va ser un dels fundadors de la Societat Matemàtica del Canadà. Tenia una memòria fenomenal per retenir els noms del seus alumnes i els seus mètodes pedagògics eren poc usuals. La seva aportació a la millora de l'ensenyament de les matemàtiques al Canadà va ser molt important.
Beatty és recordat, sobre tot, per les seqüències de Beatty, unes seqüències d'enters que ja havien estat observades per lord Rayleigh el 1877 i de les que ell en va descobrir propietats sorprenents el 1926. Aquestes seqüències encara continuen sent objecte d'estudi en teoria de nombres.